# Adam Revo
Der Adam Revo ist ein Kleinstwagen der mittlerweile aufgelösten Adam Motor Company. Es war das erste Auto, das in Pakistan entwickelt und gebaut wurde. Der Adam Revo wurde von 2005 bis September 2006 produziert. Es gab zwei Varianten, die mit verschiedenen chinesischen Motoren ausgestattet waren. Direkter Konkurrent war der Suzuki Mehran.

## Daten
Das Fahrzeug wurde in Lahore gebaut. Es hat fünf Türen und ein 3-Gang-Schaltgetriebe bzw. 4-Gang-Schaltgetriebe. Die maximale Motorleistung der Ottomotoren beträgt 26 kW beim 0,8-l-R4-Motor und 41 kW beim 1,1-l-R4-Motor. Der Revo ist 3576 mm lang, 1510 mm breit und 1470 mm hoch.

## Modellreihen
- 80std
- 80s
- 80+
- 105i
- 105i+
- 105is
- 105is+